# Castelãos
Castelãos é uma povoação portuguesa do Município de Macedo de Cavaleiros que foi sede da extinta Freguesia de Castelãos, freguesia que tinha 13,10 km² de área e 443 habitantes (2011), e, por isso, uma densidade populacional de 33,8 hab/km².
A Freguesia de Castelãos foi extinta (agregada) pela reorganização administrativa de 2012/2013, tendo o seu território sido agregado ao da Freguesia de Vilar do Monte para criar a nova União de Freguesias de Castelãos e Vilar do Monte.

## População
| População da freguesia de Carrapatas | População da freguesia de Carrapatas | População da freguesia de Carrapatas | População da freguesia de Carrapatas | População da freguesia de Carrapatas | População da freguesia de Carrapatas | População da freguesia de Carrapatas | População da freguesia de Carrapatas | População da freguesia de Carrapatas | População da freguesia de Carrapatas | População da freguesia de Carrapatas | População da freguesia de Carrapatas | População da freguesia de Carrapatas | População da freguesia de Carrapatas | População da freguesia de Carrapatas |
| ------------------------------------ | ------------------------------------ | ------------------------------------ | ------------------------------------ | ------------------------------------ | ------------------------------------ | ------------------------------------ | ------------------------------------ | ------------------------------------ | ------------------------------------ | ------------------------------------ | ------------------------------------ | ------------------------------------ | ------------------------------------ | ------------------------------------ |
| 1864                                 | 1878                                 | 1890                                 | 1900                                 | 1911                                 | 1920                                 | 1930                                 | 1940                                 | 1950                                 | 1960                                 | 1970                                 | 1981                                 | 1991                                 | 2001                                 | 2011                                 |
| 444                                  | 496                                  | 805                                  | 526                                  | 560                                  | 503                                  | 549                                  | 501                                  | 594                                  | 590                                  | 589                                  | 532                                  | 527                                  | 395                                  | 443                                  |

No ano de 1890 tinha anexada a freguesia de Vilar do Monte (decreto de 11/12/1884)

## Património
- Igreja Paroquial de Castelãos;
- Capela de Santo Amaro;
- Solar do Visconde da Paradinha.